# Route nationale 480
Die Route nationale 480 oder kurz N 480 war von 1933 bis 1973 eine französische Nationalstraße, die zwischen der Route nationale 79 südlich von Bourbon-Lancy und Lapalisse verlief. Ihre Länge betrug 43 Kilometer. 1978 ging der zwischen Diou und Dompierre-sur-Besbre auf die Route nationale 79 über. Eine erneute Verwendung der Nummer N 480 erfolgte von 1978 bis 1979 für eine Neubaustraße zwischen der Route nationale 580 westlich von Roquemaure und der Route nationale 100 westlich von Villeneuve-lès-Avignon. Diese Strecke wurde 1979 in die Route nationale 580 eingegliedert.